# Лю Баньцзю
Лю Баньцзю́ (кит. трад. 劉半九; псевдоним Лу Юань, кит. 綠原; 8 ноября 1922, уезд Хуанпи, провинция Хубэй — 29 сентября 2009, Пекин) — китайский поэт.

## Биография
Лю Баньцзю (псевдоним Лу Юань) родился 8 ноября 1922 года.
В 1942—1944 годах учился на отделении иностранной литературы Фуданьского университета. С 1948 года занялся революционной деятельностью, в том же году вступил в Коммунистическую партию.
Лю Баньцзю начал публиковать свои стихи в 1941 году. После основания коммунистического государства работал редактором в Отделе пропаганды Коммунистической партии Китая.
В 1955 году Лю подвергся политическому преследованию в контрреволюционном деле Ху Фэна, в эти же годы самостоятельно изучил немецкий язык.
С 1962 года Лю работал редактором в издательстве «Народная литература». Вышел на пенсию в 1988 году.
Обладатель множества литературных премий, в том числе Национальной поэтической премии Союза писателей Китая (1986), Литературной премии Лу Синя (1998) и международной премии «Золотой венец» в том же году.
Лю Баньцзю  скончался в Пекине 29 сентября 2009 года в возрасте 87 лет.

## Произведения

### Поэзия
- Это новая отправная точка (китайский: 又 是 一个 起点 )
- Стихотворение человека (китайский язык: 人 之 诗 )
- Другая песня (китайский: 另 一支歌 )

### Проза
- Lihuncao (китайский: 离魂 草 )
- Feihuafeiwu (китайский: 非 花 非 雾 集 )

### Переводы
- Очерки Шопенгауэра (китайский:叔本华 散文 集)
- Биография Гегеля (китайский язык:黑格尔 小 传)
- Фауст (китайский:浮士德)